# Eugeniusz Erdmann Wirtemberski
Eugeniusz Erdmann Wirtemberski (ur. 25 grudnia 1820 w Pokoju, zm. 8 stycznia 1875 tamże) – książę wirtemberski, właściciel Pokoju.
Syn księcia Eugeniusza i jego pierwszej żony Matyldy zu Waldeck-Pyrmont.
Był komendantem 1 Westfalskiego Regimentu Husarii Nr 8.
15 czerwca 1843 roku ożenił się z Matyldą zu Schaumburg-Lippe. Para miała trójkę dzieci:
- Wilhelminę (1844-1891) – wyszła za wuja Mikołaja Wirtemberskiego,
- Wilhelma (1846-1877),
- Paulinę (1854-1914).

Po śmierci ojca w 1857 roku został właścicielem Pokoju.